# Eugène Courtois d'Arcollières
Eugène Courtois d'Arcollières, né le 2 septembre 1846 à Chambéry (Duché de Savoie, royaume de Sardaigne) et mort le 12 janvier 1931 dans cette même ville (département de la Savoie, France), est un aristocrate issu de la famille Courtois d'Arcollières, qui fut deux fois Président de l'Académie des sciences, belles-lettres et arts de Savoie.

## Biographie

### Origines
Adolphe Étienne Marie Eugène Courtois d'Arcollières naît le 2 septembre 1846 à Chambéry,. Il est le fils de Charles-Joseph-Évase-Camille Courtois d'Arcollières et de sa seconde épouse Jeanne-Françoise-Amélie Flocard de Mépieu. Il a un frère et deux sœurs. Il appartient à la famille noble Courtois d'Arcollières, originaire du Petit-Bugey,.
Il épouse, le 11 juin 1873, Edmée de Boigne (née en 1853), la fille du comte Ernest de Boigne,,.

### Académie de Savoie
Érudit, il s'intéresse à l'histoire et notamment celle de sa région, la Savoie.
Il est élu comme membre effectif de l'Académie des sciences, belles-lettres et arts de Savoie, le 6 juillet 1876, dont il est vice-président, puis président deux fois (1889-1892, 1894-1895) et enfin secrétaire perpétuel (1895-1931),,.
Il prononce notamment l'éloge funèbre de Louis Pillet, président de l'Académie, à qui il a succédé.
Il est par ailleurs membres de plusieurs sociétés savantes locales et piémontaises.
Eugène Courtois d'Arcollières meurt le 12 janvier 1931, à Chambéry.

## Distinction
Eugène Courtois d'Arcollières a reçu la distinction suivante :
 Chevalier de l'ordre des Saints-Maurice-et-Lazare

### Ouvrages
- Amédée de Foras, Armorial et nobiliaire de l'ancien duché de Savoie (vol. 2), Grenoble, Allier Frères, 1878 (lire en ligne), p. 218-225. .